# ERS Railways
ERS Railways B.V. (VKM: ERS) je železniční dopravce a operátor kombinované dopravy působící v Evropě. Zabývá se především přepravou kontejnerů po železnici a návaznými službami (např. provozování kontejnerových terminálů). Vlastníkem společnosti je rejdař Maersk Line. Sídlem vedení společnosti je Rotterdam, lokální kanceláře pak má společnost v Hamburku, Mělníku, Varšavě a Göteborgu.

## Historie
Společnost European Rail Shuttle B.V. byla založena v roce 1994 a jejími tehdejšími vlastníky byli rejdaři Royal Nedlloyd, Sealand Service a P&O Containers. Provoz byl zahájen pravidelnými kontejnerovými vlaky mezi přístavem Rotterdam a vnitrozemskými terminály v Germersheimu a Melzu (u Milána). Od dubna 2000 byly vlastníkem firmy Maersk Sealand and P&O Nedlloyd. V roce 2001 byla založena 100% dceřiná společnost ERS Railways B.V., jejímž úkolem bylo provozování vlaků pro mateřskou firmu European Rail Shuttle B.V.
Od roku 2006 pak mají obě společnosti jediného vlastníka – rejdaře Maersk Line ze skupiny A.P. Moller - Maersk Group.
K 1. lednu 2008 byly obě společnosti (European Rail Shuttle B.V. a ERS Railways B.V.) sloučeny do jedné firmy používající název ERS Railways B.V.

## Provoz vlaků
ERS Railways provozuje pravidelné kontejnerové vlaky v relacích:
- z přístavu Rotterdam do terminálů Athus, Duisburg, Germersheim, Kutno, Mohuč, Mělník, Melzo, Neuss, Padova, Varšava
- z přístavu Bremerhaven do terminálu Mělník
- z přístavu Hamburk do terminálů Mělník a Taulov
- z terminálu Mělník do terminálů Bratislava a Budapešť
- z přístavu Koper do terminálu Budapešť
- z přístavu Soluň do terminálu Sofie[3]

ERS Railways provozuje své vlaky vlastními prostředky v Nizozemsku a Německu, v ostatních státech využívá služeb jiných dopravců. Pro vozbu svých vlaků v uvedených státech využívá motorové lokomotivy Class 66 (pronájem od společnosti Porterbrook) a elektrické lokomotivy řady 189 (Siemens ES 64 F4; pronájem od společnosti Mitsui Rail Capital Europe), pro posun pak využívá menší motorové lokomotivy.

## ERS Railways v Česku
V Česku byla v roce 2003 založena dceřiná společnost ERS Railways s.r.o. se sídlem v Praze. Společnost pro svůj provoz využívá terminálu společnosti České přístavy v labském přístavu Mělník.
Dopravcem vlaků ERS na českém území byly České dráhy, resp. ČD Cargo (po svém založení od 1. prosince 2007), přepřah mezi lokomotivami ERS a ČD/ČDC probíhal ve stanici Pirna. Z důvodu rekonstrukce stanice Pirna probíhá od září 2008 přepřah ve stanici Bad Schandau, od ledna 2009 pak vozbu vlaků v relaci Rotterdam – Mělník převzal na českém území dopravce OKD, Doprava. V roce 2009 jezdí kontejnerové vlaky relace Rotterdam – Mělník šestkrát týdně, v roce 2008 přitom jezdilo v této relaci až 10 vlaků týdně. Na spoje z Rotterdamu pak z Mělníku navazují vlaky do terminálů v Kopřivnici, Bratislavě a Budapešti.
V roce 2007 pak společnost realizovala přepravu dvou zkušebních kontejnerových vlaků mezi terminálem v čínském Šen-čenu a Pardubicemi (přes Mongolsko, Rusko, Bělorusko a Polsko). Vzdálenost 12 229 km urazily kontejnery po železnici za 17 dní, tj. asi o polovinu rychleji než klasickou cestou po moři.